# Pedro Báez
Pedro Alberys Báez (nacido el 11 de marzo de 1988 en Baní) es un lanzador dominicano de las Grandes Ligas que pertenece a la organización de los Houston Astros. Anteriormente jugó para Los Angeles Dodgers.
Cuando Báez firmó con los Dodgers como amateur en 2007 ocupaba la tercera base, bateando para .271 en los Dodgers Rookies. En 2008 vistió la camiseta de los Great Lakes Loons (.178) de la Midwest League y Ogden Raptors (.267). En 2009 vistió la camiseta de los Inland Empire 66ers de San Bernardino (California) (.286) en la California League (Clase A Avanzada), equipo donde alternó en el año siguiente en el que terminó en la temporada con el equipo de la Southern League (Doble-A) Chattanooga Lookouts.
A principios de 2011 apareció en 32 partidos con los Chattanooga Lookouts, llegando a un débil .210 antes de pasar la mayor parte de la temporada en la lista de lesionados.
En 2012 representó a los Chatanooga Lookouts (AA) (.216) y Rancho Cucamonga Quakes de las ligas A(Adv) (.228).
En 2013 los Dodgers lo comienzan a utilizar como lanzador en Chatanooga y en Rancho Cucamonga, obteniendo 3 triunfos y 3 derrotas en 48 juegos lanzados (58 inings), con 3.88.
En 2014 lanza para Isotopos de Albuquerque y Chatanooga, obteniendo 2 triunfos y  derrota con 3.86 en 40 partidos y 42 IP. Este año debuta en las mayores en Los Angeles Dodgers con 2.63 ERA, 24 IP, en 20 juegos.

## World Team
Representó al World Team en el Juego de las Futuras Estrellas de 2009 y 2010. 